# Heiwiller
Heiwiller é uma comuna francesa na região administrativa de Grande Leste, no departamento Alto Reno. Estende-se por uma área de 2,05 km². Em 2010 a comuna tinha 167 habitantes (densidade: 81,5 hab./km²).